# Piauí (monitor)
O Piauí foi o quarto monitor fluvial da classe Pará construído para a Marinha do Brasil durante a Guerra do Paraguai, no final da década de 1860. O Piauí passou pelas fortificações de Humaitá em julho de 1868 e prestou apoio de fogo ao exército durante o resto da guerra. O navio foi destinado à Flotilha do Mato Grosso após a guerra. O Piauí foi sucateado em 1893.

## Design e descrição
Os monitores fluviais da classe Pará foram projetados para atender à necessidade da Marinha do Brasil em possuir navios blindados, de pequeno calado e capazes de suportar fogo pesado. A configuração do monitor foi a escolhida porque o projeto com torres não apresentava os mesmos problemas de abordagem de navios e fortificações inimigas que os couraçados casamata já em serviço no Brasil apresentavam. A torre de canhão oblonga ficava numa plataforma circular que tinha um pivô central. Era girada por quatro homens através de um sistema de engrenagens; eram necessários 2,25 minutos para uma rotação completa de 360 graus. Um rostro de bronze também foi instalado nesses navios. O casco foi revestido com metal Muntz para reduzir a bioincrustação.
A sua construção, assim como a dos outros da sua classe, foi inspirada nos estudos e experiências de combates da Guerra Civil Americana e da própria guerra do Paraguai, além de ser considerado uma inovação em sua época. Apenas britânicos, franceses e norte-americanos possuíam tais embarcações. Os navios mediam 39 metros de comprimento, com uma boca de 8,54 metros. Eles tinham um calado de entre 1,51 e 1,54 metros e deslocavam 500 toneladas.  Com apenas 0,3 metros de borda livre tiveram que ser rebocados entre o Rio de Janeiro e a sua área de operação. A sua tripulação era composta por 43 oficiais e homens.

### Propulsão
Os navios da classe Pará tinham duas máquinas a vapor de ação direta, cada uma dirigindo uma hélice de 1,3 metros. Os seus motores eram movidos por duas caldeiras tubulares a uma pressão de 59 psi. Os motores produziram um total de 180 cavalos de potência indicados que deu aos monitores uma velocidade máxima de 8 nós (14 quilômetros por hora) em águas calmas. Os navios carregavam carvão suficiente para um dia.

### Armamento
O Piauí carregava um canhão Whitworth de 120 libras (RML) na sua torre de canhão. O canhão de 120 libras tinha um alcance máximo de 5540 metros. Ele pesava 7556 kg e disparava um projéctil de 178 milímetros que pesava 68,5 kg. Uma característica incomum é que a estrutura de ferro, criada no Brasil, foi projetada para girar verticalmente com o cano do canhão; isso foi feito de modo a minimizar o tamanho da porta do canhão através da qual projecteis do inimigo poderiam entrar.

### Armadura
O casco dos navios da classe Pará era feito de três camadas de madeira que se alternavam na orientação. Tinham uma espessura de 457 milímetros e eram cobertas com uma camada de madeira de peroba-comum de 102 milímetros. Os navios tinham um cinturão de linha de água completo de ferro forjado, com uma altura de 0,91 metros; ele tinha uma espessura máxima de 102 milímetros a meio da embarcação, diminuindo para 76 milímetros e 51 milímetros nas extremidades do navio. O convés curvo foi blindado com ferro forjado de 12,7 milímetro.
A torre do canhão tinha a forma de um retângulo com cantos arredondados. Foi construído de forma muito semelhante ao casco, mas a frente da torre era protegida por uma armadura de 152 milímetro, os lados em 102 milímetros e a parte traseira em 76 milímetros. O seu teto e as partes expostas da plataforma sobre a qual repousava eram protegidos por 12,7 milímetros de armadura. A casa do piloto blindada foi posicionada à frente da torre.

## Serviço
O batimento de quilha do Piauí deu-se no Arsenal de Marinha da Corte no Rio de Janeiro, no dia 8 de dezembro de 1866, durante a Guerra do Paraguai, que viu a Argentina e o Brasil aliarem-se contra o Paraguai. Ele foi lançado em 8 de janeiro de 1868 e comissionado no final daquele mês. Juntamente com os encouraçados Silvado e Cabral, o Piauí passou pelas enfraquecidas fortificações paraguaias em Humaitá no dia 21 de julho de 1868. Ele bombardeou Assunção naquele mesmo dia. O monitor e vários encouraçados brasileiros bombardearam as baterias paraguaias em Angostura, a jusante de Assunção, nos dias 28 de outubro, 19 de novembro e 26 de novembro. O Piauí, juntamente com os navios irmãos Ceará e Santa Catarina, rompeu as defesas paraguaias em Guaraio em 29 de abril de 1869 e expulsou os seus defensores. Em 31 de agosto de 1869 o monitor tentou, sem sucesso, localizar e destruir os remanescentes da Marinha do Paraguai no rio Manduvirá. Na década de 1880, o armamento do navio foi reforçado com um par de metralhadoras de 11 mm. Após a guerra, ele foi designado para a Flotilha do Mato Grosso e foi desarmado em Ladário em virtude do Aviso de 23 de junho de 1897.